# Alice Gould
Alice Gould est une historienne, mathématicienne et philanthrope américaine née le 5 janvier 1868 à Cambridge au Massachusetts et décédée le 25 juillet 1953 à Simancas en Espagne. Elle a passé une grande partie de sa vie à Puerto Rico, en Amérique du Sud et en Espagne. Elle a pris cette habitude dès son enfance lorsque sa famille passait quelques mois en Argentine où son père tenait une position responsable en tant qu'astronome.

## Distinctions
- Chevalier de l'ordre d'Isabelle la Catholique

## Principales œuvres
- 1908 : Louis Agassiz
- 1984 : Nueva lista documentada de los tripulantes de Colon en 1492